# Stéphane Beel
Stéphane Richard Germain Albert Beel (Kortrijk, 1 november 1955) is een Vlaams architect. Hij is een vertegenwoordiger van de nieuwe eenvoud die de laatste decennia van de 20e eeuw in Vlaanderen tot ontwikkeling kwam.

## Biografie
Stéphane Beel begon zijn architectuurstudie aan het Sint-Lucasinstituut (1974-79) en voltooide zijn studies aan de academie (1979-80), beide in Gent. In 1983 viel hij voor het eerst op met een voorstel voor het Europakruispunt in Brussel. Het ging om een inzending voor de Prijs Paul Bonduelle die hij als lid van Team Hoogpoort samen met Xaveer de Geyter, Willem Jan Neutelings en Arjan Karssenberg ontworpen had. Hun ontwerp onderscheidde zich van andere ontwerpen door de plek als een uitdaging expliciet leeg te laten. Waar de andere ontwerpen de plek als een litteken in het stadweefsel zagen en deze dan ook zo natuurgetrouw mogelijk trachtten de herstellen, liet het team Hoogpoort de plek open (op een enkel gebouw na) om te kunnen functioneren als een stadsfoyer waar verschillende stadsactiviteiten elkaar ontmoetten.
Naast het ontwerp voor het Europakruispunt, ontwierp hij ook het nieuwe Rubenspaviljoen op de Wapper in Antwerpen en de nieuwe uitbreiding van de Universiteit Gent, dat hij samen met Xaveer de Geyter uitdacht. In Machelen-aan-de-Leie ontwierp hij het Roger Raveelmuseum, waardoor een architectonische integratie van werk van Roger Raveel in de gebouwde omgeving tot stand werd gebracht. In Kortrijk ontwierp hij universiteitsgebouwen B en D van de Kulak, het nieuwe gerechtsgebouw en bouwde hij, samen met Lieven Achtergael, de Tacktoren om tot een kunstencentrum.
Andere realisaties zijn de uitbreiding en renovatie van het Centraal Museum in Utrecht, het hoofdkantoor voor het modehuis FNG in Mechelen, het Groot Gerechtsgebouw in Gent (i.s.m. Lieven Achtergael), de uitbreiding van DE SINGEL en de plek van het voormalig postsorteercentrum Post X in Antwerpen, het Museum M en het Psychiatrisch Centrum Gasthuisberg in Leuven, het zorglandschap Borgerstein in Sint-Katelijne-Waver, diverse scholen binnen het traject van Scholen van Morgen en de renovatie van het Koninklijk Museum voor Midden-Afrika in Tervuren.
Het werk van Stéphane Beel Architects werd reeds in diverse nationale en internationale publicaties opgenomen. In 2005 werd Beel, als eerste Belg, gekozen door El Croquis om een boek te publiceren over zijn werk. De monografie over het oeuvre van Beel, New Works & Words, is uitgegeven bij Lannoo in 2011.

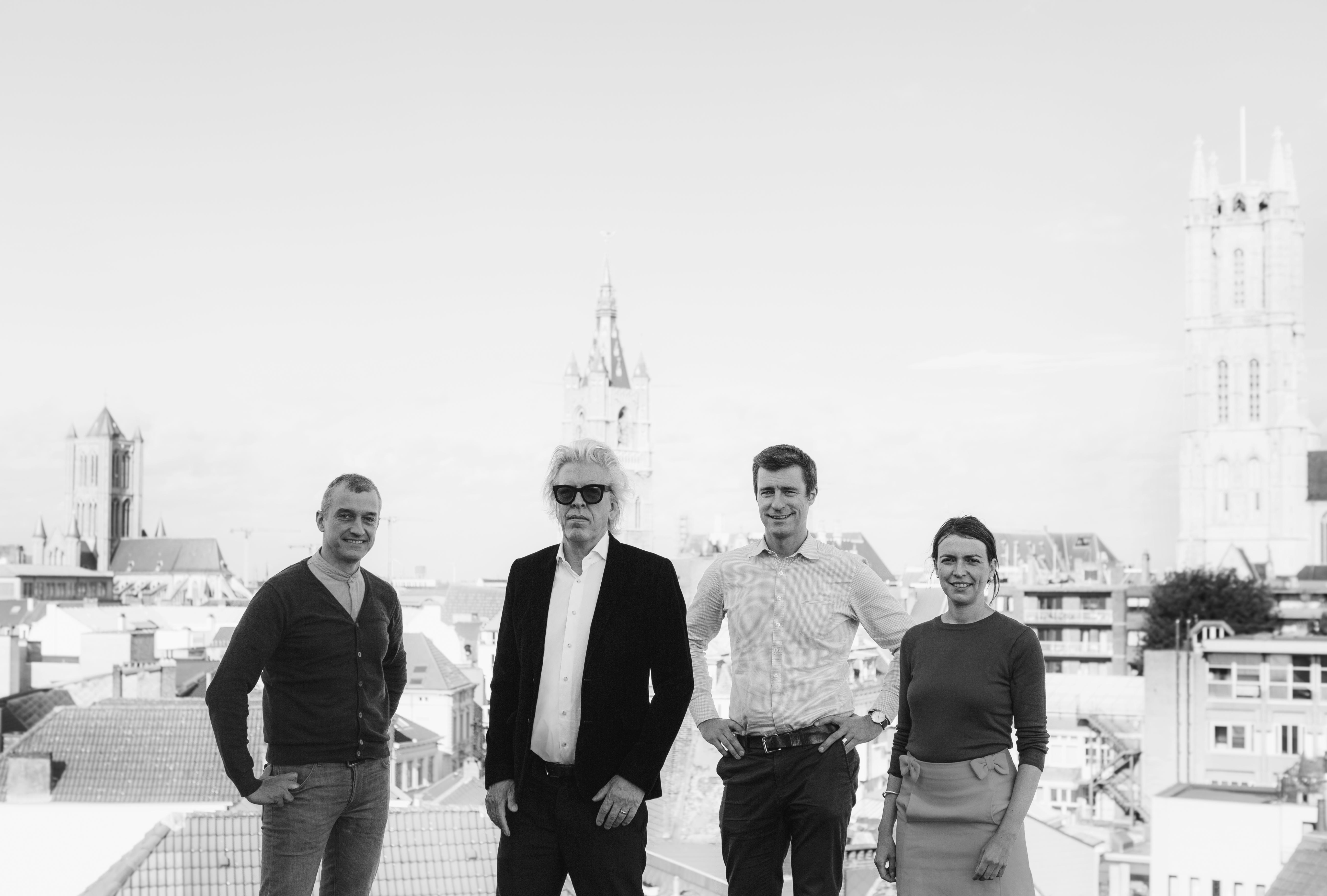
Partners BEEL Architecten (Tom Cortoos, Stéphane Beel, Tom Ryckaert en Sophie Deheegher)

In oktober 2020 werd het bestuur van Stéphane Beel Architects uitgebreid en voortgezet onder een nieuwe naam: BEEL architecten. Stéphane Beel, tot voor kort de enige zaakvoerder, ging hiervoor een partnerschap aan met Sophie Deheegher, Tom Ryckaert en Tom Cortoos. De vier leiden samen het kantoor. Ze zetten de zienswijze over stedenbouw en architectuur voort, een holistische visie over stedenbouw, stadsontwerp en architectuur.